# Il buono, il brutto, il cattivo
Il buono, il brutto, il cattivo (tựa tiếng Anh: The Good, the Bad and the Ugly, tạm dịch: Thiện, ác, tà) là một bộ phim điện ảnh đề tài sử thi Viễn Tây của Ý năm 1966 do Sergio Leone làm đạo diễn.

## Lịch sử
Phim có sự tham gia diễn xuất của Clint Eastwood vai "Thiện" (The Good), Lee Van Cleef vai "Ác" (The Bad) và Eli Wallach vai "Tà" (The Ugly). Kịch bản phim do Leone đồng chắp bút với Age & Scarpelli và Luciano Vincenzoni (phần kịch bản và lời thoại bổ sung bởi Sergio Donati nhưng ông không được ghi công), dựa trên đầu truyện do Vincenzoni và Leone phát triển. Nhà chỉ đạo quay phim Tonino Delli Colli chịu trách nhiệm công đoạn ghi hình màn ảnh rộng cho bộ phim, còn nhà soạn nhạc Ennio Morricone đảm nhận sáng tác nhạc nền phim, trong đó có bản nhạc hiệu chính. Bộ phim là thành phẩm hợp tác do Ý chủ trì với các nhà đồng sản xuất từ Tây Ban Nha, Tây Đức và Mỹ.
Il buono, il brutto, il cattivo nổi tiếng với những cú ghi hình dài và cận cảnh của Leone, đồng thời mang dấu ấn rất riêng bởi những yếu tố bạo lực, căng thẳng cùng các màn đấu súng đặc sắc. Cốt truyện phim xoay quanh ba tay thiện xạ đối đầu nhau và tận dụng cơ may để giành lấy kho vàng thất lạc bị chôn vùi tại một nghĩa trang, trong thời buổi hỗn loạn của cuộc Nội chiến Mỹ (đặc biệt là Chiến dịch New Mexico năm 1862), sau khi vướng vào nhiều cuộc chiến cũng như đấu súng tay đôi trên đường đi. Tác phẩm đánh dấu lần hợp tác thứ ba giữa Leone và Clint Eastwood, đồng thời là lần thứ hai với Lee Van Cleef.
Il buono, il brutto, il cattivo được coi là phần thứ ba và cuối cùng của loạt phim điện ảnh bộ ba Trilogia del dollaro, sau các phần tiền truyện là Per un pugno di dollari (1964) và Per qualche dollaro in più (1965). Bộ phim gặt hái thành công về mặt thương mại khi thu về 25 triệu USD tại phòng vé và làm bệ phóng đưa Eastwood lên hàng ngũ ngôi sao điện ảnh. Do vấp phải sự chê bai dành cho dòng phim cao bồi Ý nói chung lúc bấy giờ, giới phê bình đã thể hiện phản ứng trái chiều sau khi phim ra rạp, nhưng nhiều năm về sau tác phẩm dần nhận được vô vàn lời khen từ giới phê bình. Ngày nay l buono, il brutto, il cattivo được coi là một trong những tác phẩm điện ảnh đề tài Viễn Tây vĩ đại và giàu ảnh hưởng nhất từng được sản xuất.

## Cốt truyện
Năm 1862, trong cuộc Nội chiến Hoa Kỳ, bộ ba thợ săn tiền thưởng đã cố gắng tiêu diệt một tên cướp người Mexico đào tẩu tên là Tuco Ramírez. Tuco nã đạn vào ba tên này rồi tẩu thoát trên lưng ngựa. Ở một chỗ khác, tên lính đánh thuê Angel Eyes tiến hành tra hỏi cựu binh của quân Liên Minh (tức quân đội New Mexico) có tên Stevens (đây là người Angel Eyes ký thỏa thuận để thủ tiêu) về Jackson, một tên đào tẩu đã đánh cắp một kho vàng của lực lượng Liên Minh. Angel Eyes còn ép Stevens phải tiết lộ cái tên mới mà Jackson đang sử dụng: Bill Carson. Sau đó Stevens đề nghị trả cho Angel Eyes 1.000 USD để giết khách hàng của Angel Eyes là Baker. Angel Eyes chấp nhận nhiệm vụ mới nhưng vẫn bắn chết Stevens rồi rời đi để hoàn thành giao kèo với Baker. Tiếp đó y trở lại chỗ của Baker để nhận tiền thù lao giết Stevens và sát hại nốt Baker để hoàn thành giao kèo với Stevens. Trong khi đó, Tuco được giải cứu khỏi ba tên thợ săn tiền thưởng bởi một gã lang thang vô danh mà Tuco gọi là "Blondie", rồi tay cao bồi này chở Tuco đến chỗ cảnh sát trưởng địa phương để lấy khoản tiền thưởng 2.000 USD của anh ta. Khi Tuco sắp bị treo cổ, Blondie dùng súng bắn đứt dây cổ thòng lọng của Tuco và giải thoát cho y. Cả hai trốn thoát trên lưng ngựa, chia tiền thưởng cho nhau với mục tiêu kiếm về khoản tiền kếch xù. Họ lặp lại chuỗi hành động trên ở một thị trấn khác giành thêm tiền thưởng. Blondie dần trở nên mệt mỏi với những lời phàn nàn của Tuco và bỏ rơi anh ta trong sa mạc mà không có nước uống hay ngựa. Tuco nỗ lực đi bộ đến một ngôi làng và bám theo Blondie đến một thị trấn bị quân đội Liên minh chiếm đóng. Tuco chĩa súng vào Blondie và định ép anh tự treo cổ mình, nhưng đúng lúc đó quân Liên Bang (tức quân đội Hoa Kỳ) tấn công thị trấn và tạo điều kiện cho Blondie tẩu thoát.
Sau khi vất vả truy bắt, Tuco tóm được Blondie và trói chặt kéo anh dắt bộ theo để cùng băng qua một sa mạc cho đến khi Blondie gục ngã vì bị mất nước. Khi Tuco chuẩn bị nã đạn kết liễu Blondie, y chợt trong thấy một cỗ xe đang chạy trốn. Bên trong cỗ xe là một số binh sĩ của Liên Minh đã chết và Bill Carson trong tình trạng hấp hối; Bill hứa với Tuco về một kho vàng của Liên Minh trị giá 200.000 USD – được chôn giấu dưới một ngôi mộ tại nghĩa trang Sad Hill. Tuco đề nghị Carson nói tên trên mộ, nhưng người lính này ngất đi vì khát trước khi kịp trả lời. Khi Tuco mang nước trở lại, Carson đã tắt thở còn Blondie nằm gục bên cạnh anh ta. Blondie tiết lộ rằng Carson đã tỉnh lại trước đó không lâu và nói với anh ta tên trên mộ trước khi qua đời. Vì thé Tuco bỗng tự có động lực mạnh mẽ để cứu sống Blondie, y đưa nước cho anh ta uống rồi đưa anh đến một đồn biên phòng gần đó để chữa trị (đây cũng là nơi anh trai của Tuco làm trưởng tu viện).
Sau khi Blondie hồi phục, hai người mặc bộ đồng phục của Liên minh và dùng cỗ xe của Carson rời đi, ngay sau đó họ bị quân Liên Bang bắt giữ và đưa đến trại tù nhân chiến tranh tại Batterville. Trong lúc điểm danh, Tuco trả lời đáp lại tên "Bill Carson" và bị Angel Eyes, lúc bấy giờ là một Trung sĩ của Liên Bang trá hình để mắt tới. Angel Eyes cho tra tấn Tuco và ép y tiết lộ tên của nghĩa trang, nhưng Tuco thú nhận rằng chỉ có Blondie mới biết tên ngôi mộ. Sớm nhận ra rằng Blondie sẽ chẳng khai lời nào dù có bị tra tấn, Angel Eyes bàn bạc với anh để chia thưởng đều cho đôi bên và cùng hợp tác. Blondie tán thành và lên đường cùng với băng đảng của Angel Eyes. Còn Tuco bị trói chặt trên một chuyến tàu để bị đưa đi xử tử, nhưng rồi y vẫn bày ra cách trốn thoát thành công. 

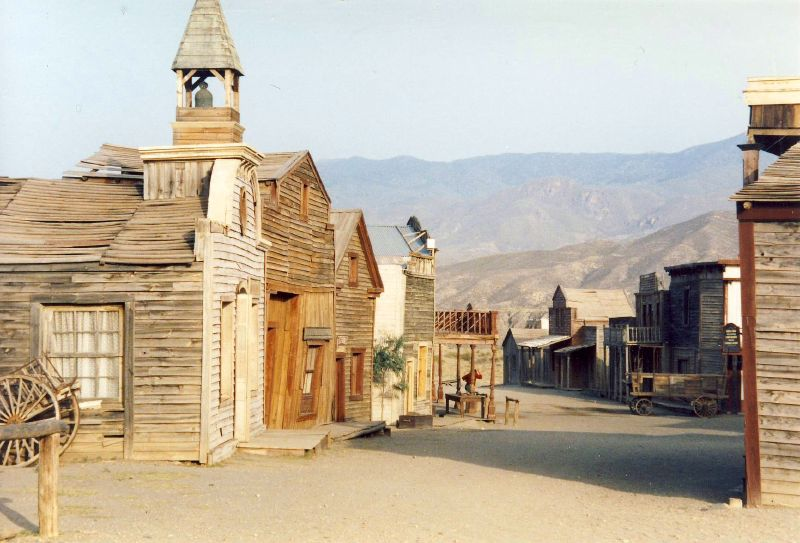
Bối cảnh phim tại Almeria

Blondie, Angel Eyes và bè lũ chân tay của y đặt chân đến một thị trấn đã bị sơ tán. Bên cạnh đó Tuco cũng đang ẩn náu tại thị trấn này và tắm trong một khách sạn đổ nát; kế đó Tuco bị Elam, một trong ba thợ săn tiền thưởng từng cố tiêu diệt y phát hiện. Và thế là Tuco bắn chết Elam, khiến Blondie ở đó không xa nghe thấy và lần dấu vết qua tiếng súng. Anh ta tìm thấy Tuco và họ đồng ý nối lại quan hệ đối tác cũ. Cặp sát thủ truy diệt toàn bộ băng của Angel Eyes, nhưng phát hiện ra chính Angel Eyes đã chạy trốn trước.

Antonio Molino Rojo trong vai Đại úy Harper, chỉ huy trại tù

Tuco và Blondie tiến bước về phía Sad Hill, nhưng trên đường họ bị chặn lại bởi trận chiến giữa quân Liên Bang và quân Liên Minh, ở giữa hai lực lượng là một cây cầu vắt ngang. Blondie quyết định phá hủy cây cầu vừa nhằm giải tán hai lực lượng trên, vừa cho phép tiếp cận nghĩa trang. Trong lúc hai người gắn các khối thuốc nổ vào cây cầu, Tuco đề nghị họ cùng chia sẻ thông tin cho nhau, nhằm tính đến trường hợp nếu có một người chết thì người còn lại có thể giúp đỡ người kia. Tuco tiết lộ ra tên của nghĩa trang, trong khi Blondie nói "Arch Stanton" là tên ghi trên ngôi mộ. Sau khi cây cầu nổ tung và các bên quân lính giải tán, Tuco đánh cắp một con ngựa và cưỡi chạy đến Sad Hill để đoạt số vàng về tay y. Anh ta tìm thấy mộ có tên Arch Stanton và bắt đầu đào. Blondie đến sau và chĩa súng vào Tuco khuyến khích y tiếp tục đào. Một lúc sau, Angel Eyes hiện diện làm cả hai bất ngờ. Blondie mở ngôi mộ của Stanton nhưng chỉ nhặt được một bộ xương mà chẳng có tí vàng nào. Blondie cho biết rằng anh đã nói dối về tên ghi trên mộ và đề nghị viết tên thật của ngôi mộ trên một tảng đá. Kế đó anh đặt nó úp xuống dưới đất của nghĩa trang rồi thách thức với Tuco và Angel Eyes để đấu súng tay ba.

Màn đối đầu xử lý bế tắc kiểu Mexico, trong đó có các nhân vật Tuco (trái), Angel Eyes (giữa) và Blondie (phải). Phân cảnh này còn đi kèm thêm bản nhạc "The Trio" của Ennio Morricone.

Ba tay cao bồi nhìn nhau chằm chằm. Tất cả liền rút súng, kết quả là Blondie bắn hạ Angel Eyes, trong khi Tuco phát hiện ra rằng khẩu súng của y đã bị Blondie tháo hết đạn vào đêm hôm trước. Blondie tiết lộ rằng số vàng thực sự nằm ở ngôi mộ bên cạnh mộ Arch Stanton được đề tên là "Unknown". Lúc đầu, Tuco rất phấn khích khi tìm thấy các túi vàng, nhưng Blondie chĩa súng vào y và ra lệnh cho y tự đeo thòng lọng vào cổ được treo dưới bóng cây. Tiếp đó Blondie trói chặt tay của Tuco và bắt y giữ thăng bằng cách đứng trên một ngôi mộ liên tục lung lay, còn Blondie thì đoạt lấy một nửa số vàng và cưỡi ngựa bỏ đi. Khi Tuco kêu gào đòi được trả tự do, Blondie cầm khẩu súng trường bắn đứt dây thòng lọng và giải thoát cho Tuco. Sau khi được bắn đứt dây Tuco ngã xuống đất, còn sống và vẫn bị trói bên cạnh đống tiền được chia của mình, y đứng dậy chửi rủa ầm ĩ còn Blondie thì phi ngựa về phương trời xa.

## Phân vai
- Clint Eastwood vai "Blondie" (tiếng Ý: Uomo senza nome, tiếng Anh: Man with No Name), còn được gọi là Thiện (The Good). Anh là một thợ săn tiền thưởng hợp tác với Tuco và sau đó là Angel Eyes trong thời gian ngắn để truy tìm kho vàng bị chôn giấu. Tuy làm ăn cùng nhau nhưng Blondie và Tuco đầy mâu thuẫn trong tư tưởng. Tuco biết tên của nghĩa trang nơi vàng bị giấu, nhưng Blondie lại biết tên của ngôi mộ chôn kho vàng, chính tình thế này ép họ phải hợp tác để tìm ra đống kho báu. Bất chấp hành trình sặc mùi tiền này, việc Blondie tỏ ra thương tiếc những người lính đã tử trận trong cuộc hỗn chiến lại rất dễ hiểu, anh nhận xét rằng "Tôi chưa bao giờ thấy nhiều đàn ông lại chết uổng phí, thảm khốc đến vậy". Tay cao bồi còn an ủi một người lính đang hấp hối bằng hành động choàng áo khác lên người anh ta và để người lính này hút điếu xì gà.
- Lee Van Cleef vai Angel Eyes, còn được gọi là Ác (The Bad). Đây là một tên lính đánh thuê liều lĩnh, tàn nhẫn và ác độc vô độ, có niềm vui giết chóc và luôn hoàn tất nhiệm vụ mà y được trả công – thường là theo dõi hoặc ám sát. Khi Blondie và Tuco bị bắt vì tội giả làm lính của Liên minh, Angel Eyes lúc đó giữ cương vị Trung úy chiến đội đã thẩm vấn và tra tấn Tuco để ép tên này đưa ra lời khai, sau cùng biết được tên của nghĩa địa chôn giấu kho vàng.
- Eli Wallach vai Tuco Benedicto Pacífico Juan María Ramírez, còn được gọi là The Ugly (Tà), hay được Blondie đặt biệt hiệu là "The Rat". Đây là một tên cướp người Mexico nói nhanh, đần độn một cách khôi hài nhưng lại xảo quyệt, láu cá, sôi nổi và thâm hiểm. Tuco từng tìm ra tên của nghĩa trang cất giấu kho vàng, nhưng lại không biết tên chính xác ngôi mộ là gì. Chính việc này buộc Tuco phải trở thành đối tác bất đắc dĩ với Blondie.

## Phát triển

### Tiền kỳ
Sau thành công của Per qualche dollaro in più, lãnh đạo của hãng phim United Artists đã tiếp cận nhà biên kịch của phim, ông Luciano Vincenzoni để ký một hợp đồng giành bản quyền bộ phim và cho cả phần kế tiếp. Dù Vicenzoni, nhà sản xuất Alberto Grimaldi và đạo diễn Sergio Leone không có dự định nào nhưng trước cơ hội trời cho này, nhà biên kịch nảy ra một ý tưởng về "một bộ phim điện ảnh xoay quanh ba tên lừa đảo đang tìm kiếm kho báu giữa lúc diễn ra cuộc Nội chiến Mỹ." Xưởng phim tán thành nhưng muốn biết kinh phí cho phần phim tiếp theo. Cùng lúc đó, Grimaldi đang cố gắng chào bán thỏa thuận của riêng mình, nhưng ý tưởng của Vincenzon [có vẻ] hái ra tiền hơn. Bộ đôi đạt thỏa thuận với UA với kinh phí 1 triệu USD, trong đó xưởng phim đặt cọc trước 500.000 USD và 50% doanh số bán vé ngoài nước Ý. Tổng kinh phí rơi vào khoảng 1,2 triệu USD.

### Sản xuất

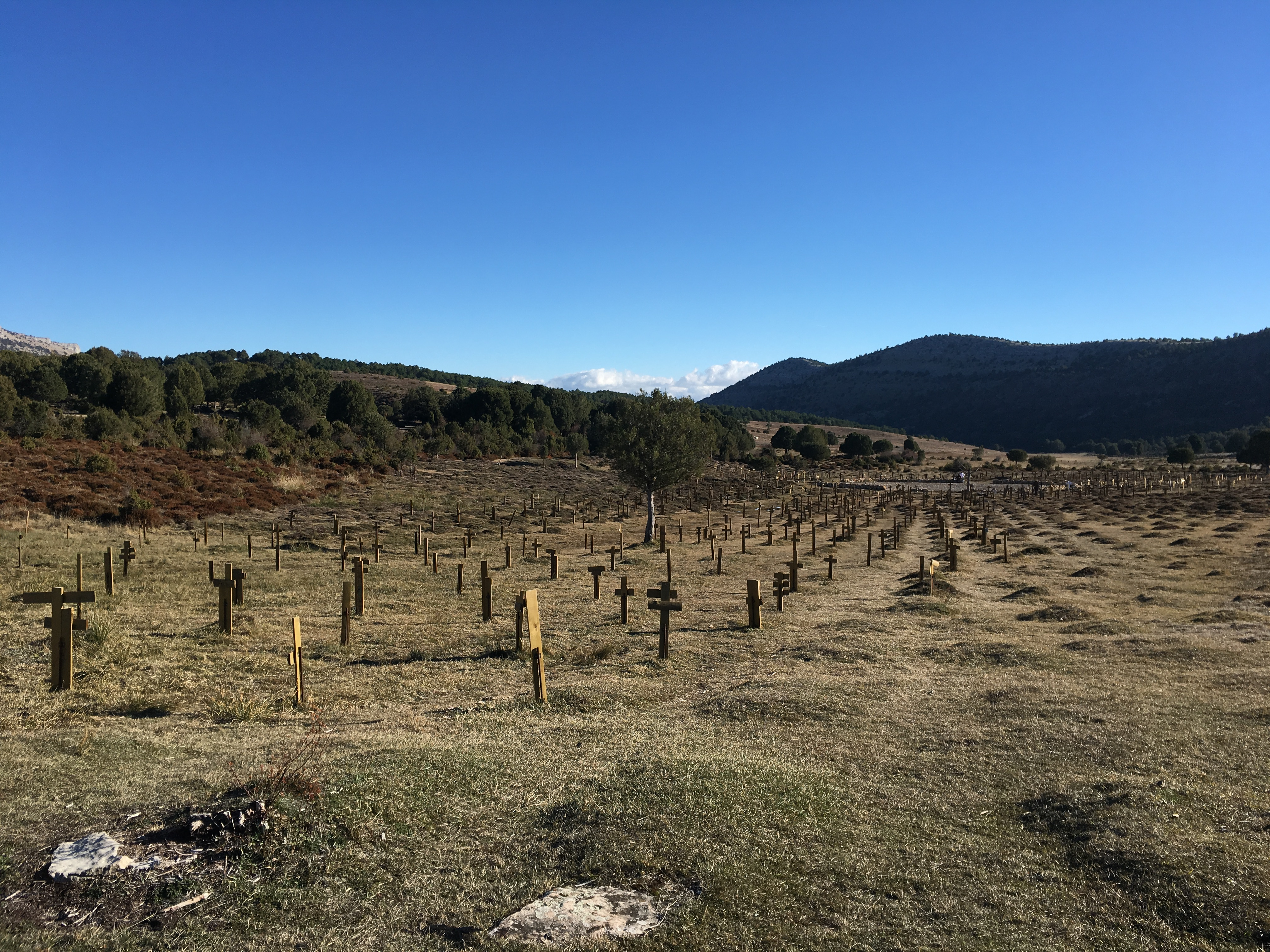
Nghĩa trang Sad Hill vào năm 2016.

Quá trình quay phim bấm máy tại xưởng phim Cinecittà ở Rome thêm lần nữa vào giữa tháng 5 năm 1966, bao gồm cả cảnh mở đầu giữa Eastwood và Wallach khi Blondie bắt Tuco và tống y vào tù lần đầu tiên. Khâu sản xuất được chuyển đến vùng cao nguyên của Tây Ban Nha gần Burgos ở phía Băc–chúng là cảnh thay thế cho miền Tây Nam của Hoa Kỳ và một lần nữa được ghi hình tại Almería, phía Nam Tây Ban Nha. Lần này, ê-kíp làm phim yêu cầu nhiều bối cảnh phức tạp hơn, như một thị trấn dưới làn mưa đại bác, một trại giam tù nhận rộng lớn và một chiến trường từ cuộc Nội chiến; và ở khúc cao trào, hàng trăm người lính Tây Ban Nha được tuyển để dựng nên một nghĩa địa có hàng ngàn ngôi mộ, tương đồng với một khu sân giải trí công cộng thời La Mã. Cảnh cây cầu bị nổ tung được ghi lại tới hai lần, bởi lần quay đầu tiên cả ba máy ghi hình đều bị phá hủy trong vụ nổ. Eastwood nhớ lại, "Họ sẽ quan tâm nếu bạn làm một câu chuyện về đất nước và con người Tây Ban Nha. Rồi họ cứ ngoan cố mà để ý bạn thật kĩ, nhưng thật ra là bạn đang làm một bộ phim đề tài Viễn Tây được cho là lấy bối cảnh tại Nam Mỹ và Mexico, họ không thể ít chú tâm hơn rằng câu chuyện và chủ đề của bạn là gì." Nhà quay phim hàng đầu của Ý Tonino Delli Colli được đem trở lại ghi hình phim, đồng thời được Leone nhắc nhở hãy chú ý hơn đến góc ánh sáng so với hai phần phim trước; Ennio Morricone tiếp tục là người sáng tác nhạc phim.

## Chủ đề
Giống như nhiều tác phẩm khác của mình, đạo diễn Sergio Leone nhấn mạnh rằng Il buono, il brutto, il cattivo là một phim châm biếm thể loại Viễn Tây. Ông lưu ý rằng phim chủ yếu khai tác đề tài bạo lực và dùng phép phân tích phê phán chủ nghĩa lãng mạn thời khai hoang miền Tây Hoa Kỳ. Việc nhấn mạnh yếu tố bạo lực có thể thấy qua cách ba nhân vật chính (Blondie, Angel Eyes và Tuco) được xây dựng với nhiều hành vi bạo lực. Với Blondie, có thẻ thấy anh cố gắng trả tự do cho Tuco và tự vướng vào một màn đấu súng. Angel Eyes bị đặt trong một cảnh mà y giáng một đòn mạnh vào một cựu quân nhân của Liên minh có tên Stevens. Sau khi lấy thông tin cần có từ Stevens, y được chính người này cho tiền để thuê giết khách hàng của mình là Baker. Kế đến y tiến hành lấy mạng Stevens lẫn con trai của ông. Khi trở về gặp Baker, tay cao bồi cũng thủ tiêu nốt Baker (do đó có danh xưng là il brutto – Ác). Tuco thì bị đặt trong một cảnh mà ba tên thợ săn tiền thưởng đang cố ám sát y. Trong phân cảnh mở đầu phim, ba tên thợ săn tiền thưởng bước chân vào ngôi nhà mà Tuco đang ẩn thân. Sau khi nghe tiếng nổ súng, Tuco trốn thoát bằng cách nhảy qua cửa sổ, còn hai tên bị bắn chết, 1 bị thương nặng. (do đó y có danh xưng il cattivo – Tà). Cả ba nhân vật đều truy tìm đống vàng và sẽ làm mọi cách để giành được chúng. Cây bút Richard T. Jameson nhận xét, "Leone tường thuật lại câu chuyện truy tìm kho vàng bị giấu bằng ba kẻ bất lương và kỳ cục, được phân loại theo tựa phim (lần lượt là Clint Eastwood, Lee Van Cleef và Eli Wallach).
Phim tái dựng chủ nghĩa lãng mạn thời khai hoang miền Tây Hoa Kỳ bằng cách biến các nhân vật thành phản anh hùng. Thậm chí nhân vật được gọi là "Thiện" trong phim cũng có thể bị coi là không sống đúng với danh hiệu trên theo một khía cạnh đạo đức nào đó. Nhà phê bình Drew Marton miêu tả đây là một "phép thao túng kệch cỡm" nhằm phê phán tư tưởng Viễn Tây của Mỹ qua việc thay thế hình tượng cao bồi anh hùng phổ biến của John Wayne thành những kẻ phản anh hùng có nhân phẩm phức tạp.

## Phát hành
Il buono, il brutto, il cattivo khởi chiếu tại Ý vào ngày 23 tháng 12 năm 1966 và thu về 6,3 triệu USD lúc bấy giờ. Tại Hoa Kỳ, Per un pugno di dollari công chiếu ngày 18 tháng 1 năm 1967 (28 tháng sau lịch phát hành gốc ở Ý), Per qualche dollaro in più ra rạp ngày 10 tháng 5 năm 1967 (17 tháng) và Il buono, il brutto, il cattivo được phát hành ngày 29 tháng 12 năm 1967 (12 tháng). Do đó cả ba tác phẩm nằm trong loạt phim điện ảnh bộ ba Trilogia del dollaro đều ra mắt tại Hoa Kỳ trong cùng năm. Bản phim gốc nội địa ở Ý dài 177 phút, nhưng những bản quốc tế lại có nhiều thời lượng khác nhau. Hầu hết các áp phích chủ yếu là chiếu ở Hoa Kỳ có thời lượng 161 phút, ngắn hơn 16 phút so với bản khởi chiếu ở Ý, nhưng các áp phích khác như ở Liên hiệp Anh thì lại ghi thời lượng dài 148 phút.

### Đánh giá chuyên môn
Ở thời điểm phát hành, Il buono, il brutto, il cattivo hứng chịu nhiều lời chỉ trích vì miêu tả yếu tố bạo lực. Leone giải thích rằng "việc giết chóc trong các bộ phim của tôi bị phóng đại lên vì tôi muốn tạo nên một phép châm biếm tặc lưỡi trong những tác phẩm Viễn Tây thông thường... Vùng phía Tây được dựng nên bởi những người đàn ông có thói bạo lực và không bị làm phức tạp hóa, chính sức mạnh và sự tối giản này là thứ mà tôi muốn tái hiện trong các góc máy của mình." Cho đến ngày nay, nỗ lực thổi sức sống mới vào dòng phim Viễn Tây cũ kĩ của Leone mới được thừa nhận rộng rãi.
Những ý kiến của giới chuyên môn dành cho bộ phim lúc mới ra rạp là rất trái chiều, bởi nhiều phê bình gia lúc bấy giờ tỏ ra coi thường dòng phim cao bồi Ý. Trong một bài đánh giá tiêu cực cho tờ The New York Times, nhà phê bình Renata Adler cho rằng phim "phải là tác phẩm điện ảnh đắt đỏ, ngoan đạo và gây khó chịu nhất trong lịch sử thể loại riêng của nó." Charles Champlin của nhật báo Los Angeles Times thì viết rằng "do đó khó có thể cưỡng lại sức cám dỗ khi gọi The Good, The Bad and the Ugly là "phiên bản trải dài toàn thành phố mang tên The Bad, The Dull, and the Interminable." Cây bút Roger Ebert, người sau này liệt phim vào những tác phẩm điện ảnh hay nhất của mình hồi tưởng trong bài nhận xét đầu tiên của mình rằng ông "đã miêu tả một phim bốn sao nhưng chỉ chấm có ba sao, có lẽ bởi nó là phim 'cao bồi Ý' và đó không phải là nghệ thuật."

## Dấu ấn

### Tái đánh giá
Mặc dù vấp phải những đón nhận tiêu cực từ một số nhà phê bình lúc ban đầu, Il buono, il brutto, il cattivo dần dần nhận được những phản hồi vô cùng tích cực. Bộ phim nằm trong danh sách "100 phim điện ảnh xuất sắc nhất trong thế kỉ gần nhất" của Time do hai nhà phê bình Richard Corliss và Richard Schickel chọn ra. Hệ thống tổng hợp kết quả đánh giá Rotten Tomatoes thống kê có tới 97% giới phê bình điện ảnh chấm phim bài nhận xét tích cực, tác phẩm đồng thời được liệt ở hạng 78 trong "Top 100 phim điện ảnh hay nhất mọi thời đại" của trang web này. Il buono, il brutto, il cattivo đã được mô tả là "đại diện ưu tú nhất của dòng phim Viễn Tây của điện ảnh châu Âu, còn nhà làm phim Quentin Tarantino thì gọi tác phẩm là "bộ phim được đạo diễn hay nhất mọi thời đại" và "kiệt tác xuất sắc nhất lịch sử điện ảnh". Những nhận xét này được phản ánh qua những lá phiếu bầu chọn của ông với tạp chí Sight & Sound vào năm 2002 và 2012, cụ thể Quentin bầu Il buono, il brutto, il cattivo là phim điện ảnh hay nhất từng được làm ra theo lựa chọn của ông. Bản nhạc hiệu chính của phim còn được Classic FM coi là một trong những bản nhạc hiệu mang tính biểu tượng nhất mọi thời đại. Tạp chí Variety thì liệt bộ phim ở hạng 49 trong danh sách 50 phim điện ảnh xuất sắc nhất của họ. Năm 2002, Film4 tiến hành một cuộc bình chọn ra 100 phim điện ảnh hay nhất, kết quả là Il buono, il brutto, il cattivo được bầu ở vị trí số 46. Tạp chí Premiere cũng đưa tác phẩm vào danh sách "100 phim điện ảnh táo bạo nhất từng được thực hiện." Mr. Showbiz thì liệt phim ở vị trí số 48 trong danh sách 100 phim điện ảnh hay nhất mọi thời đại của ấn phẩm này.
Tạp chí Empire đã bổ sung Il buono, il brutto, il cattivo vào tuyển tập tuyệt phẩm của họ vào tháng 9 năm 2007; trong cuộc bình chọn "500 phim điện ảnh xuất sắc nhất" của ấn phẩm này, tác phẩm được bầu ở vị trí số 25. Năm 2014, Il buono, il brutto, il cattivo là phim điện ảnh xuất sắc thứ 47 từng được làm ra trong danh sách "301 phim điện ảnh xuất sắc nhất mọi thời đại" của Empire. Phim cũng đạt thứ hạng tương tự trong danh sách 1000 phim điện ảnh của tờ The New York Times. Năm 2014, Time Out chọn lọc một số nhà phê bình điện ảnh, đạo diễn, diễn viên và diễn viên đóng thể để liệt ra top các bộ phim hành động hay nhất, Il buono, il brutto, il cattivo xếp thứ 52 trong danh sách này. BBC còn mở một bài viết phân tích về "di sản trường tồn" của bộ phim, đồng thời bình luận về cảnh bộ ba đấu súng trong phim là "một trong những phân cảnh điện ảnh hấp dẫn và đáng ca tụng nhất mọi thời đại."

## Sách học thuật
- Charles Leinberger, Ennio Morricone's The Good, The Bad And The Ugly: A Film Score Guide. Scarecrow Press, 2004.